# André-Georges Bontems
André-Georges Bontems (* 14. Mai 1910 in Plombières-les-Bains, Département Vosges, Frankreich; † 3. März 1988 in Saint-Dié-des-Vosges) war Erzbischof von Chambéry.

## Leben
Bontems, Sohn eines Uhrmachers aus einer kleinen lothringischen Gemeinde, studierte am Priesterseminar von Saint-Dié und an der Universität von Nancy und empfing am 15. April 1933 die Priesterweihe. Anschließend war er bis 1948 in der Abtei von Autrey als Professor für Geschichte tätig, ehe er dort zum Superior berufen wurde. 1949 wurde Bontems Ehrenkanonikus des Bistums Saint-Dié.
Papst Johannes XXIII. ernannte ihn am 13. September 1960 zum Bischof von Saint-Jean-de-Maurienne. Die Bischofsweihe spendete ihm am 30. November desselben Jahres Henri-René-Adrien Brault, Bischof von Saint-Dié. Mitkonsekratoren waren Emile-Arsène Blanchet, Titularerzbischof von Philippopolis in Thracia und Altbischof von Saint-Dié, sowie Emile-Charles-Raymond Pirolley, Bischof von Nancy-Toul. 1961 übernahm er zusätzlich die Leitung des Bistums Tarentaise. Von 1962 bis 1965 nahm er als Konzilsvater am Zweiten Vatikanischen Konzil teil.
Am 26. April 1966 löste Papst Paul VI. per Dekret beide Bistümer auf, die dem Erzbistum Chambéry einverleibt wurden. Gleichzeitig ernannte er Bontems zum neuen Erzbischof von Chambéry. Er übte dieses Amt bis zu seinem altersbedingten Rücktritt am 14. Mai 1985 aus. Von 1967 bis 1976 war er zudem Ordensoberer der Monastischen Familie von Betlehem, der Aufnahme Mariens in den Himmel und des heiligen Bruno. André-Georges Bontems zog nach seiner Emeritierung nach Saint-Dié zurück, wo er noch als Krankenhauskaplan tätig war.
Er erlag 1988 einem Herzleiden und wurde in der Kathedrale von Chambéry beigesetzt.